# 나만의 고막남친
나만의 고막남친은 매주 월요일마다 네이버 웹툰에서 연재 중인 웹툰이다.